# Helmut Lotti
Helmut Lotti, właśc. Helmut Barthold Johannes Alma Lotigiers (ur. 22 października 1969 w Gandawie) – belgijski piosenkarz i autor tekstów piosenek.
Zaczął karierę jako naśladowca Elvisa Presleya zarówno w wyglądzie, jak i stylu śpiewania, posługując się pseudonimem Kevin Leach. Określany jako nowy Elvis, w 1995 r. zmienił całkowicie swój wizerunek. Zaczął śpiewać muzykę poważną oraz ludową (różnych państw), wydając serię płyt "Helmut Lotti goes classic", co przyczyniło się do dalszego wzrostu popularności. Mimo takiej zmiany repertuaru Lotti nie przestał określać siebie w wywiadach jako śpiewaka pop.
Sprzedał na całym świecie ponad 13 milionów płyt, otrzymał 80 platynowych i 70 złotych płyt. Jest autorem muzyki i piosenek do belgijskiego filmu "Dennis van Rita" z 2006 r.
Jest ambasadorem dobrej woli UNICEF, regularnie bierze udział w koncertach zaangażowanych przeciwko skrajnej prawicy.

## Dyskografia
- 1990 Vlaamse Nachten
- 1992 Alles Wat Ik Voel
- 1993 Memories
- 1994 Just For You
- 1995 Helmut Lotti goes Classic
- 1996 Helmut Lotti goes Classic II
- 1997 Helmut Lotti goes Classic III
- 1998 Helmut Lotti goes Classic Final Edition
- 1998 A Classical Christmas With Helmut Lotti
- 1999 Out Of Africa
- 2000 Latino Classics
- 2001 Latino Love Songs
- 2002 My Tribute To The King
- 2003 Pop Classics in Symphony
- 2003 Helmut Lotti Goes Classic Edition Especial en Espanol
- 2004 From Russia With Love
- 2006 My Favourite Classics
- 2006 The Crooners